# Tossede verden
Tossede verden er det femte studiealbum fra den danske rocksanger Michael Falch. Det blev udgivet i 1990.

## Spor
1. "Hvorfor Lod Jeg Hende Gå?"
2. "Kærlighedens Lysthus"
3. "Tossede Verden (J.E.D.)"
4. "Den Blå Mands Spejl"
5. "Du Er Kun Dét, Du Får Gjort"
6. "Susie (Brev Fra Amerika)"
7. "Verden Er Til For Dig"
8. "Hun Vil Ikke La Mig Gå Ned"
9. "Jeg Tar Hatten Af"
10. "Livet Er Lige Begyndt"
11. "Godmorgen Mennesker"